# Drosophila albipes
Drosophila albipes är en tvåvingeart som beskrevs av Walker 1853. Drosophila albipes ingår i släktet Drosophila och familjen daggflugor.
Artens utbredningsområde är USA.